# 14146 Х'юмаклін
14146 Х'юмаклін (14146 Hughmaclean) — астероїд головного поясу, відкритий 28 вересня 1998 року.
Тіссеранів параметр щодо Юпітера — 3,571.